# Carboneria
La Carboneria è stata una società segreta rivoluzionaria italiana. Nacque nel Regno di Napoli durante i primi anni del XIX secolo con valori patriottici e liberali. La Carboneria, oltre al suo operato in Italia, ha influenzato altri gruppi rivoluzionari in Francia, Grecia, Spagna, Portogallo, Romania, Brasile e Uruguay. Nonostante i suoi obiettivi avessero delle basi liberali e patriottiche, mancavano di una politica immediata. Lo scopo primario della società era quello di sconfiggere la tirannia austriaca in Italia e unificare la penisola sotto una Repubblica democratica. Altre organizzazioni, come Adelfi e i Filadelfi, erano in stretto contatto con la Carboneria.

## Storia

### Le origini
Nata nel Regno di Napoli, inizialmente come forma di opposizione alla politica filo-napoleonica di Gioacchino Murat, la Carboneria fece successivamente seguaci in Francia ed in Spagna, puntando sulle libertà politiche e sulla concessione di una costituzione nei paesi d'Europa. Dopo la caduta di Murat, essa lottò contro il re Ferdinando I delle Due Sicilie. Filippo Buonarroti (che carbonaro non era, ma che con la Carboneria si identificò), contribuì, all'indomani del Congresso di Vienna del 1815, a far assumere al movimento anche un carattere patriottico e marcatamente anti-austriaco. Così la Carboneria si diffuse anche nel Nord Italia, e soprattutto in Lombardia ed in Romagna, grazie in particolare all'opera del forlivese Piero Maroncelli.

### I moti del 1820-1821
La Carboneria passò per la prima volta dalle parole ai fatti nel 1820 a Napoli organizzando delle rivolte di carattere anti-assolutistico e liberal-costituzionale che prendevano spunto da quella effettuata a Cadice il 1º gennaio dello stesso anno: i due ufficiali Michele Morelli e Giuseppe Silvati (che avevano avuto l'adesione di generali ex murattiani, come Guglielmo Pepe) il 1º luglio marciarono da Nola e dalle cittadine vesuviane, seguiti da molti cittadini, verso la capitale alla testa dei loro reggimenti della cavalleria.
A causa della forte protesta, il re Ferdinando I accettò per primo nella Penisola di concedere una nuova carta costituzionale e l'adozione di un parlamento. La vittoria, seppur parziale, illusoria ed apparente, causò molte speranze nel resto d'Italia e a Torino i carbonari locali, guidati da Santorre di Santa Rosa, marciarono anch'essi verso la capitale del Regno di Sardegna ed il 12 marzo 1821 ottennero la costituzione democratica da un impaurito sovrano.
Tuttavia la Santa Alleanza non tollerò tali comportamenti e a partire dal febbraio del 1821 spedirono un esercito nel sud che sconfisse gli insorti, numericamente inferiori e male equipaggiati. Anche in Piemonte il re Vittorio Emanuele I, indeciso sul da farsi, abdicò a favore del fratello Carlo Felice di Sardegna, che chiese all'Austria di intervenire militarmente: l'8 aprile l'esercito asburgico sconfisse i rivoltosi ed i moti del 1820-1821, scatenati quasi totalmente dalla Carboneria, potevano dirsi chiusi in maniera fallimentare.
Il 13 settembre 1821 con la bolla Ecclesia a Iesu Christo di papa Pio VII la carboneria fu condannata come società segreta di tipo massonico e i suoi aderenti furono scomunicati. L'anno seguente nel Ducato di Modena e Reggio a seguito della scoperta di una congiura carbonara, fu imprigionato il sacerdote Giuseppe Andreoli, quindi condannato a morte e giustiziato per decapitazione. Tra i principali capi della Carboneria, Morelli e Silvati furono condannati a morte; il Pepe andò in esilio mentre il Boccia venne incarcerato, come Confalonieri, Pellico e Maroncelli.
Carbonari erano anche i Quattro sergenti di La Rochelle, ghigliottinati a Parigi il 21 settembre 1822.

### I moti del 1831
Sconfitti ma non battuti, i carbonari parteciparono nel 1830 alla rivoluzione di luglio che sostenne la politica del re liberale Luigi Filippo di Francia: sulle ali dell'entusiasmo per la vittoriosa sollevazione parigina, anche i carbonari italiani presero le armi contro alcuni stati centro-settentrionali ed, in particolare, lo Stato Pontificio ed a Modena.
Nel capoluogo emiliano fu Ciro Menotti a prendere in mano le redini dell'iniziativa, cercando di trovare il sostegno del duca Francesco IV di Modena, che fece finta di rispondere positivamente in cambio della concessione del titolo di re dell'Alta Italia: tuttavia il duca fece il doppio gioco e Menotti, rimasto praticamente inerme, fu arrestato il giorno prima della data stabilita per la sollevazione. Francesco IV, su suggerimento dello statista austriaco Klemens von Metternich, fece condannare a morte lui e molti altri tra i suoi alleati.
Nello stato della Chiesa, invece, la rivolta partì nel febbraio del 1831 su impulso di alcune città quali Bologna, Reggio Emilia, Imola, Faenza, Ancona, Ferrara e Parma dove i cittadini, aiutati dai carbonari, innalzarono la bandiera tricolore e stabilirono un governo provvisorio. Un corpo di milizia volontaria, che avrebbe avuto nell'intenzione dei carbonari il compito di marciare su Roma, fu massacrato dalle truppe austriache chiamate in soccorso da Papa Gregorio XVI. Anche questa sollevazione, quindi, fu soffocata nel sangue.
Questa ulteriore sconfitta fece capire a molti carbonari che militarmente, soprattutto se da soli, non avrebbero potuto competere con l'Austria, una delle più grandi potenze del Vecchio Continente: Giuseppe Mazzini, uno dei carbonari più acuti, fondò una nuova società segreta chiamata Giovine Italia nella quale sarebbero confluiti molti ex aderenti alla Carboneria che, ormai quasi senza sostenitori, cessò praticamente di esistere, anche se la storia ufficiale di questa importante società si sarebbe protratta stancamente fino al 1871.

### La seconda metà del XIX secolo
La Carboneria continuerà a operare ben oltre il Risorgimento. Fin dal 1871 sarà fortemente attiva nei territori dell'ex Stato Pontificio e non solo, pronta a riorganizzarsi e riformarsi per ribaltare l'esito monarchico e instaurare la repubblica mazziniana:
Riservatissima 31 maggio 1894 – dal questore Sirone al prefetto Cavasola (Rapporto del 1894 del Questore Sironi in Archivio di Stato di Roma, Prefettura, Gabinetto, b. 471, f. "Assoc. segreta di Carbonari")
Sin dal 1870 esiste in Roma la setta dei Carbonari, che col volgere degli anni modificò poi scopi e programma. Organizzata, come tutte le società segrete, in modo da rendere assai difficile ogni vigilanza da parte dell'Autorità, sua prima e costante cura fu sempre quella di non richiamare in alcun modo l'attenzione su di sé e sui singoli membri, lavorando nell'ombra, agendo indirettamente, non ammettendo nel proprio seno che persone provate e sicure, punendo quelli fra i propri affigliati che avessero traditi i segreti della setta, non avessero eseguiti gli ordini loro dati, od in qualsiasi modo fossero venuti meno agli obblighi loro imposti dal giuramento cui erano vincolati.
Apparentemente gli scopi della setta dei Carbonari sono la mutua assistenza fra i soci, la propaganda per il trionfo di tutto ciò che è giusto, onesto, liberale. – In effetti però ha scopi sovversivi: i dirigenti appartengono al partito repubblicano intransigente, e si servono del lavoro, delle influenze, dei poteri occulti dell'associazione a tutto beneficio del loro partito.
La famiglia Carbonara è divisa per Vendite, Sezioni e Gruppi, a seconda del numero di affigliati. – Le Vendite esistenti nei centri principali prendono anche il nome di Centri, a cui fanno capo le Sezioni esistenti nelle piccole città e nei comuni più prossimi. – In ogni Vendita vi è il Capo Vendita ed un supplente e così pure in ogni Sezione vi è il Capo Sezione ed il supplente.
Le Vendite corrispondono coi Centri a mezzo di Intermediarii.
Tutti i Capi Squadra sono responsabili degli atti dei proprii dipendenti verso il CapoSezione.
Per le ammissioni nella famiglia Carbonara, le proposte devono essere fatte per iscritto con tutte le maggiori possibili indicazioni circa la persona da ammettersi; dopo le assunte più precise informazioni, la persona stessa, se ritenuta meritevole, viene aggregata a qualche squadra col titolo di apprendista. – Da apprendista si è poi promosso a Maestro, e da Maestro a Maestro Gran Luce.
I Maestri di una Vendita fecero la cosiddetta Corte d'Onore, chiamata a risolvere le questioni di una certa importanza.
Tutti gli affiliati sono obbligati a pagare una quota mensile a seconda della loro posizione, ed in tutti gli atti, corrispondenze, riunioni, i Maestri e gli apprendisti devono essere indicati con pseudonimi.
Da qualche tempo per quanto riflette Roma, nei Rioni Regola, Campitelli, Trastevere si accentuò un lavoro di organizzazione diretto a scartare l'elemento vecchio e dannoso ed a raccogliere la parte seria e provata ed atta all'azione.
Da informazioni fiduciarie che ho ragione di ritenere attendibili le sezioni di Roma sarebbero 5, la più importante delle quali la “Felice Orsini”. Gl'inscritti sarebbero circa 240 nella maggioranza scarpellini, lavoranti del Tevere, facchini e pesatori del Mercato dei Cerchi, parecchi delle Società Giuditta Tavani, Giordano Bruno, Mazzini, Vitruvio, Romagnoli.
Dei principali e più influenti affigliati, rassegno l'elenco con le precise generalità
Nell'elenco stesso, come dal medesimo si rileva Fiorentini Vincenzo, Curti Romolo, Coralizzi Luigi, l'Avv. Zuccari Federico, Giuseppe Proia, l'Avv. Fratti, Ettore Ferrari, Luigi Domenicali, Felice Albani, Michele Guastalla, Dr Cittaglia Cesare, l'Avv. Augusto Santini, Pasquale Arquati, Antoni De Santis, Giuseppe Varoni, che sono i più noti, provati ed influenti affigliati al partito repubblicano intransigente di Roma, delle cui forze completamente dispongono.
Quindi, dopo l'unità nazionale, all'interno del movimento repubblicano, la Carboneria avrebbe svolto opera di proselitismo repubblicano tra le classi meno abbienti, portando avanti battaglie quali il suffragio universale, l'emancipazione femminile e il miglioramento delle condizioni lavorative. A livello internazionale, tra il 1896 e il 1897, si adopererà nel reclutamento di volontari per la causa dell'indipendenza greca e cubana.

### L'inizio del XX secolo e lo scioglimento
Dal 1915, sarebbe stata attivissima nella propaganda interventista, ritenendo tale conflitto come l'ultima propaggine del processo risorgimentale. Scioltasi con l'avvento del fascismo avrebbe cercato di riorganizzarsi, anche se con difficoltà per l'assiduo controllo della polizia e dell'OVRA. Molti suoi esponenti avrebbero partecipato alla Resistenza tra le file del PRI, mentre altri avrebbero dato vita a brigate della "Carboneria Italiana", quali la "Mazzini" e la "Mameli". La Carboneria quindi avrebbe continuato a lavorare all'interno del Partito Repubblicano Italiano almeno fino agli anni settanta del Novecento.

## L'ideologia
Dopo aver raccolto il favore di molti elementi della borghesia cittadina come artigiani e mercanti (che non avevano perdonato al sovrano borbonico la sua politica favorevole ai grandi proprietari terrieri) la Carboneria iniziò ad assecondare le volontà guerresche dei suoi capi, tralasciando altri gravi problemi politico-sociali che avrebbero creato all'interno di essa stessa un'ideologia e dei percorsi politici tortuosi e spesso contraddittori: ad esempio i carbonari si dichiaravano favorevoli all'indipendenza italiana, ma non accennavano minimamente all'eventuale governo che avrebbe dovuto guidare l'Italia libera.
Gli storici riconoscono che la maggior parte degli aderenti alla Carboneria appartenevano agli impiegati e militari napoleonici, licenziati dai nuovi governi, oppure a scrittori e professionisti, avviliti dalla censura sulla stampa, o a borghesi, che si sentivano soffocati dal ritorno delle barriere doganali e dei piccoli mercati. La borghesia era particolarmente bisognosa di strutture liberali e costituì il nerbo della Carboneria.
Tale ambiguità (quella cioè di non poter affermare con certezza la collocazione politica della Carboneria, che unì elementi di "destra" con altri di "sinistra" e di "centro") terminerà solo quando, a seguito di una lunga sequela di disfatte militari, alcuni carbonari ripensarono il problema della libertà con una prospettiva più ampia mirante a un'azione comune ed alla formazione di una nazione unita.

## Caratteri generali

### Articolazione

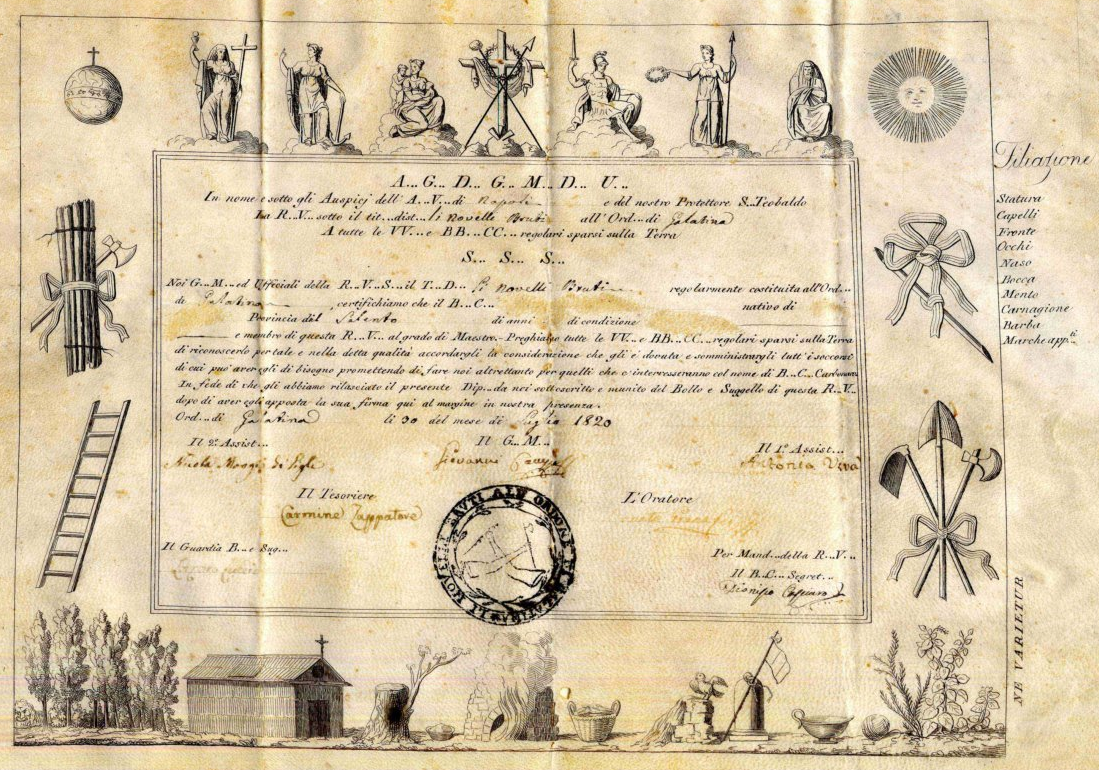
Diploma di affiliato alla carboneria

Il nome "Carboneria" deriva dal fatto che i settari dell'organizzazione avevano tratto il loro simbolismo e i loro rituali dal mestiere dei carbonai, coloro che preparavano il carbone e lo vendevano al minuto.
L'organizzazione, di tipo gerarchico, era molto rigida e aperta soltanto agli uomini: i nuclei locali, detti "baracche", erano inseriti in agglomerati più grandi, detti "vendite", che a loro volta dipendevano dalle "vendite madri" e dalle "alte vendite". Anche le sedi avevano naturalmente dei nomi in codice: ad esempio, una di quelle oggi più note è Villa Saffi, presso Forlì, indicata coll'esoterico nome di Vendita dell'Amaranto.
Poco altro si conosce con certezza, e il fatto che gli storici non conoscano bene le varie organizzazioni settarie dipende, ovviamente, dalla necessità per gli adepti di mantenere il più stretto riserbo, di non affidare a scritti o documenti le tracce di un'attività che, se scoperta dalla polizia, poteva portare in carcere o al patibolo.

### Simboli
I locali nei quali si riunivano i carbonari erano detti "baracche". Di solito, al centro di questi locali era collocato un altare sul quale erano riposti una serie di oggetti che simboleggiavano i valori e gli ideali della Carboneria: il carbone ricordava la fatica; un bicchiere d'acqua simboleggiava la purezza; il sale, che era usato per la conservazione degli alimenti, rappresentava l'incorruttibilità; un gomitolo indicava la solidarietà; una fascina di legno ricordava l'unione dei membri; una corona di spine simboleggiava le difficoltà e la sofferenza; una piccola scala indicava il percorso per raggiungere i valori della Carboneria.
Il Gran Maestro presiedeva le riunioni fregiato con la fascia con il tricolore della carboneria e mantenendo in mano una scure, simbolo del proprio potere all'interno della Vendita. Anche il primo ed il secondo assistente avevano come strumento la scure. Questi, unitamente al Gran Maestro, ricordano le tre luci della Massoneria, nella quale Maestro Venerabile, primo sorvegliante e secondo sorvegliante hanno come strumento il maglietto.

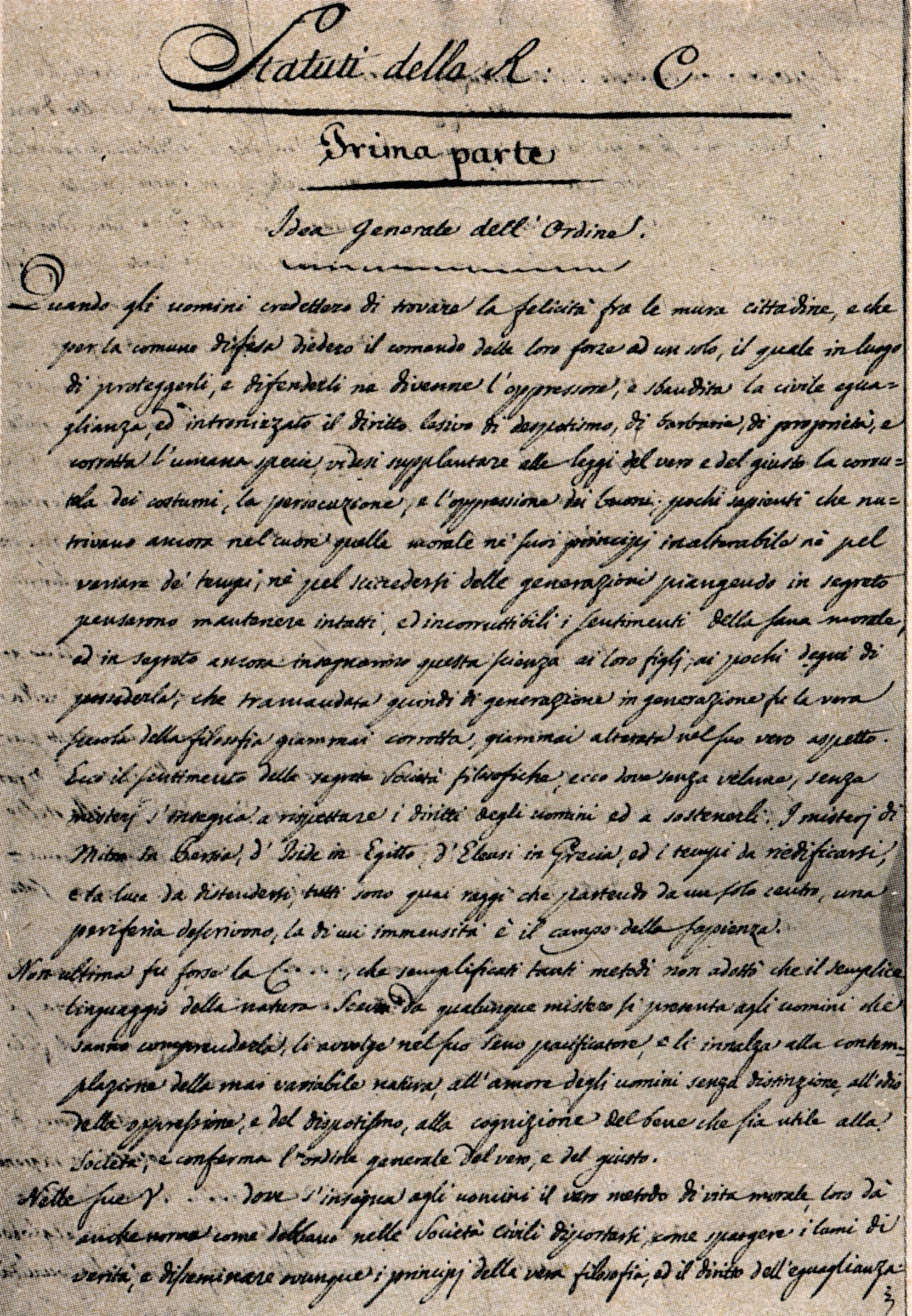
Prima pagina degli Statuti dell'Ordine

I colori della bandiera della Carboneria avevano una precisa simbologia: l'azzurro rappresentava la speranza e la volontà di raggiungere la libertà; il rosso rappresentava l'impegno necessario per il suo raggiungimento; il nero indicava la fede incrollabile.
Si riportano le spiegazioni di alcuni dei simboli della carboneria di Milano.
Accetta: è utilizzata come il maglietto dei massoni durante i lavori rituali e rappresenta lo strumento con cui tagliare il male alle sue radici. Nel secondo grado, il male da tagliare come tronco dalle radici è rappresentato dalla testa dei Tiranni e dei Lupi.
Assistente: in Carboneria vi sono un Primo e un Secondo Assistente, figure presenti anche nella Massoneria come Primo e Secondo Sorvegliante.
Baracca: è il locale dove si trovano i Carbonari, in particolar modo quelli di primo grado. È qui che i Carbonari trovano riparo dal mondo esterno.
Camera d'Onore: è detta Camera d'Onore la camera dove si riunisce il secondo grado.
Corona di spine bianche: questo simbolo rappresenta la ragione che deve guidare con prudenza la volontà, in modo da restare il più possibile vicini alla virtù. Questo concetto nasce dalla lentezza ed accortezza nei movimenti quando si ha sul capo una corona di spine bianche, onde evitare di ferirsi con movimenti bruschi o avventati.
Croce: questo simbolo, per i carbonari, preannuncia le difficoltà, le persecuzioni e la morte. Queste sono le minacce della perversione contro chi cammina sulla strada della virtù. Insegna al carbonaro a proseguire dritto nel suo percorso ad imitazione di Gesù Cristo, vero Gran Maestro dei carbonari, il quale accettò la morte per proseguire il suo cammino e compiere il suo destino. Nel secondo grado, diventa simbolo di punizione per il Tiranno persecutore, alla quale deve essere crocefisso.
Cugini: nome con cui si distinguono e appellano tra loro i carbonari.
Échantillon: simbolo tra i più importanti, soprattutto per gli apprendisti. Va indossato tra gli abiti. Nelle campagne vicino alla casa di un buon cugino va esposto, come la pertica del Fornello, come segnale per i carbonari che si trovassero a passare da quelle parti.
Foresta: nella foresta, al riparo dai Pagani e dai Lupi, i carbonari si riuniscono per poter lavorare.
Fornello: come il fornello è uno dei principali strumenti del lavoro dei carbonari in quanto serve a trasformare la legna in carbone, così i buoni cugini carbonari si perfezionano lavorando assiduamente.
Legna: la legna legata rappresenta da un lato l'unione nell'amore dei carbonari. La legna è anche il materiale che i buoni cugini utilizzano per il loro fornelli, e come questa bruciando si trasforma nel carbone, così il loro cuore si trasforma bruciando acceso dal fuoco della Carità. Mentre la legna semplice rappresenta il principale combustibile per il fornello.
Lupi: sono coloro che avversano e perseguono la Carboneria.
Montagna: è il luogo dove si riunisce il terzo grado.
Nastri colorati: i nastri erano portati unitamente all'èchantillon anche fuori dalla Vendita. L'uso dei nastri è attestabile anche nel Compagnonaggio francese. Secondo alcune ipotesi, la Carboneria potrebbe essere uno degli ordini del Compagnonaggio. Questa consuetudine potrebbe rimandare a una vicinanza tra i due ordini in un qualche momento della loro storia. I colori dei nastri sono gli stessi della bandiera carbonara: il nero, colore del carbone, rappresenta la fede; il celeste, colore del fumo del fornello, rappresenta la speranza; il rosso, colore del fuoco, rappresenta la Carità. I tre colori sono metafora delle virtù teologali.
Pagani: coloro che non sono iniziati alla Carboneria; è l'equivalente di profani per i massoni.
Pala: nel secondo grado, è lo strumento con cui vengono sparse le ceneri dei Tiranni.
Pannolino (panno di lino) bianco: per creare, partendo dalla sua origine vegetale, il panno di lino occorrono molto lavoro e molta fatica; allo stesso modo il carbonaro deve lavorare incessantemente per rendersi puro. Il candore dei propri costumi fa il buon carbonaro.
Parola di Riconoscimento: di norma questa parola segreta veniva cambiata ogni due mesi. Il non conoscerla implicava essere o non essere più carbonari.
Pertica: è uno dei segni distintivi degli Apprendenti Carbonari.
Pezzo di Fornello: è una composizione su un qualche argomento. L'equivalente della tavola per i massoni.
Reggente: è il presidente della rivendita, equivalente di Maestro Venerabile nella Massoneria.
Sale: questo elemento, come la quercia, è presente in molte tradizioni esoteriche e religiose. Come il sale protegge gli alimenti dalla putrefazione, così deve proteggere il cuore dell'uomo dal vizio. Nel secondo grado il sale è l'elemento per la conservazione della testa dei Despoti dopo che è stata recisa, per perpetuarne l'infame memoria.
Segno d'Ordine: nel primo grado consiste nel tenere le braccia incrociate sopra il corpo. Nel secondo grado il segno d'ordine si fa mettendo la mano destra aperta sulla propria spalla sinistra.
Sole e la Luna: rappresentano gli astri all'interno della Vendita e illuminano i lavori dei buoni cugini carbonari. Entrambi sono presenti anche nel tempio massonico.
Scala: oltre ad essere uno strumento di lavoro ordinario, la scala ricorda che la conoscenza e la virtù si raggiungono per gradi. Nel secondo grado, perdendo ogni valore simbolico, la scala rappresenta quella che di solito si sale per il patibolo.
Strumenti: l'accetta, la zappa e la pala sono gli strumenti di cui si servono i carbonari durante i loro lavori.
Terra: per i carbonari questo è un elemento assai importante. Come la terra ricopre i cadaveri, allo stesso modo i buoni cugini devono seppellire nel loro cuore i segreti della Carboneria. Solo nascondendo in modo così profondo quanto concerne l'ordine carbonaro, questi possono proteggersi dai loro detrattori e dalle campagne diffamatorie e persecutorie che inizierebbero se i loro segreti venissero svelati. Nel secondo grado, questa serve per coprire le macchie di sangue sparso dopo l'uccisione dei Tiranni.
Tronco d'albero: il tronco e le sue radici ben radicate all'interno del terreno sono la rappresentazione delle radici della virtù che devono essere ben profonde e stabili nel cuore di ogni buon cugino carbonaro. L'albero della Carboneria con molta probabilità è una quercia. Come le foglie dell'albero della Carboneria sono sempreverdi, il buon cugino deve sempre adoperarsi con la stessa sollecitudine nell'amare e soccorrere i suoi confratelli. Come le foglie furono usate da Adamo ed Eva per coprirsi dopo la cacciata dal paradiso, così il carbonaro deve coprire i difetti dei suoi simili e in particolare quelli dei buoni cugini. Nel secondo grado, rappresentato con un ramo sporgente (probabilmente di acacia), raffigura il termine della rivoluzione a opera dell'Ordine Carbonico e un'uguaglianza di questo con la Massoneria.
Un sole: un giorno.
Una luna: un mese.
Vantaggi: gli applausi.
Vendita: è l'equivalente della Loggia per i massoni.

### L'alfabeto segreto
I carbonari adottarono un proprio codice alfabetico che si basava su un cifrario a sostituzione per recapitare messaggi importanti durante i Moti del 1830-1831. Il cifrario si basava sulla semplice sostituzione delle lettere, compensando così la scarsa segretezza che dava un cifrario a scorrimento, secondo una tavola di accoppiamento:
- Originale: A|B|C|D|E|F|G|H|I|L|M|N|O|P|Q|R|S|T|U|V|Z
- Criptato: O|P|G|T|I|V|C|H|E|R|N|M|A|B|Q|L|Z|D|U|F|S

Da notare che la tavola può essere usata anche per decifrare un messaggio cifrato in quanto ogni lettera è sostituita con un'altra in posizione fissa. Lo scambio delle lettere non è casuale, dato che viene fatto accoppiando quelle con un tipo di pronuncia simile (esempio, la dentale "d" con la dentale "t"): in questo modo il testo cifrato assume l'aspetto di un normale messaggio scritto però in una lingua straniera.
Ecco un esempio di testo facilmente calcolabile:
- Originale: Preferisco la macchina alla moto.
- Criptato: Blivilezga ro nogghemo orro nada.

Non essendo propriamente un cifrario a scorrimento non è debole come questo, ma resta comunque non di estrema difficoltà nella sua comprensione. 
Questo tipo di alfabeto è stato usato anche dai carbonari napoletani della rivoluzione del 1820 e dai carbonari veneti arrestati pochi mesi prima di quelli milanesi e condannati allo Spielberg. Tra i manoscritti di Silvio Pellico, conservati nell'archivio storico del comune di Saluzzo, si trovano testi scritti dopo il suo rilascio in gergo carbonaro, che però hanno carattere personale e non politico.

### Gli iscritti
Gli iscritti alla Carboneria aspiravano soprattutto alla libertà politica e a un governo costituzionale: erano in gran parte intellettuali e studenti; alcune minoranze erano borghesi e classi sociali più elevate; i Carbonari si erano divisi in due settori o "logge": quella civile, destinata alla protesta pacifica e alla propaganda, e quella militare, destinata alle azioni di guerriglia.
Come in ogni società segreta, chi si iscriveva alla Carboneria non ne doveva conoscere tutte le finalità fin dal momento della sua adesione: gli adepti erano infatti inizialmente chiamati "apprendisti", diventavano "maestri" e, infine, "grandi maestri". Il Gran Maestro ricopriva il ruolo più elevato di una baracca o di una vendita locale; presiedeva agli incontri e ai giuramenti degli apprendisti.
Altri ruoli all'interno delle vendite erano: l'oratore, che aveva il compito di diffondere i principi della Carboneria attraverso i propri discorsi agli affiliati; il segretario che redigeva i verbali; gli assistenti, che vigilavano sugli incontri; il maestro di cerimonie che curava il cerimoniale negli incontri e nelle prove di iniziazione; i copritori erano le guardie armate che avevano il compito di mantenere la segretezza dell'incontro e di evitare infiltrazioni esterne; veniva detto terribile chi aveva il ruolo di spaventare coloro i quali volevano diventare affiliati. Tutti i carbonari, indipendentemente dal loro ruolo, dovevano impegnarsi a mantenere il più assoluto riserbo, pena la morte.
Aderirono alla carboneria, in maniera esplicita o implicita, famosi personaggi dell'Italia risorgimentale: Silvio Pellico, Antonio Panizzi, Giuseppe Mazzini da giovane, Ciro Menotti, don Giuseppe Andreoli, Nicola Longo, Emilio Maffei, Gaetano Abela, Piero Maroncelli, Melchiorre Gioia, Napoleone Luigi Bonaparte, che morì a Forlì nel 1831.
Alla carboneria ma non alla sua struttura furono affiliate anche delle donne, che si organizzarono in un'associazione segreta, simile alla carboneria come struttura, denominata Società delle Giardiniere.

### Santo protettore
I membri della Carboneria riconoscono come Santo protettore Teobaldo di Provins, in quanto patrono dei carbonai (oltre che dei conciatori). Infatti, ad esempio, il padre di Felice Orsini, che apparteneva alla Carboneria, volle dargli il nome di Orso Teobaldo Felice.